# Калус
Калус је маса паренхимског ткива која се налази уз рану насталу при механичким повредама било ког дела биљке. Образована маса се може видети у виду жуте и беле боје.
Калус може постати од било којих живих ћелија, а најбрже се формира од камбијума или фелогена. Ћелије око ране повећавају своје димензије, долази до њихове хипертрофије. Ове крупне ћелије почињу енергично да се деле, дајући масу неправилних недиференцираних ћелија – то је појава хиперплазије. Најинтензивније се стварају калуси стабла и корена. Ћелије калуса су слабо диференциране, са мало вакуола и крупним једрима, а имају обично само примарне, нешто дебље зидове.
Стварање калуса води ка зарашћивању рана и спречавању сушења унутрашњих ткива и продирању патогених организама. Он се формира и приликом калемљења и доводи до срастања епибионта (племке) и хипобионта (подлоге). Овај процес је под утицајем посебних хормона које могу стварати повређене ћелије и околне ћелије. Од калуса – диференцирањем ће се створити кожна, спроводна и друга ткива, иако њихов облик није исти као што је у нормалном случају. Под извесним условима трауматични меристеми могу давати апикалне меристеме, односно нове изданке и коренове.